# Ledanca (kommunhuvudort)
Ledanca är en kommunhuvudort i Spanien.   Den ligger i provinsen Provincia de Guadalajara och regionen Kastilien-La Mancha, i den centrala delen av landet, 90 km nordost om huvudstaden Madrid. Ledanca ligger 911 meter över havet och antalet invånare är 124.
Terrängen runt Ledanca är kuperad åt nordväst, men åt sydost är den platt. Ledanca ligger nere i en dal. Runt Ledanca är det mycket glesbefolkat, med 4 invånare per kvadratkilometer. Närmaste större samhälle är Jadraque, 9,2 km nordväst om Ledanca. Trakten runt Ledanca består till största delen av jordbruksmark.